# Dorothy Frooks
Dorothy Frooks (12 de febrero de 1896 – 13 de abril de 1997) fue una escritora, suffragette y abogada estadounidense.
Trabajó como columnista para el diario New York Evening World y publicó en Murray Hill News en 1952. También fue la autora de Labor Courts Outlaw Strikes, un panfleto que solicitaba el establecimiento de un tribunal laboral.
Abogada en Peekskill, Nueva York, escribió numerosos libros de ficción y no ficción, entre ellos La antorcha olímpica, El corazón americano y una autobiografía, Lady Lawyer. Frooks falleció en 1997 a los 101 años.